# ニュー新橋ビル

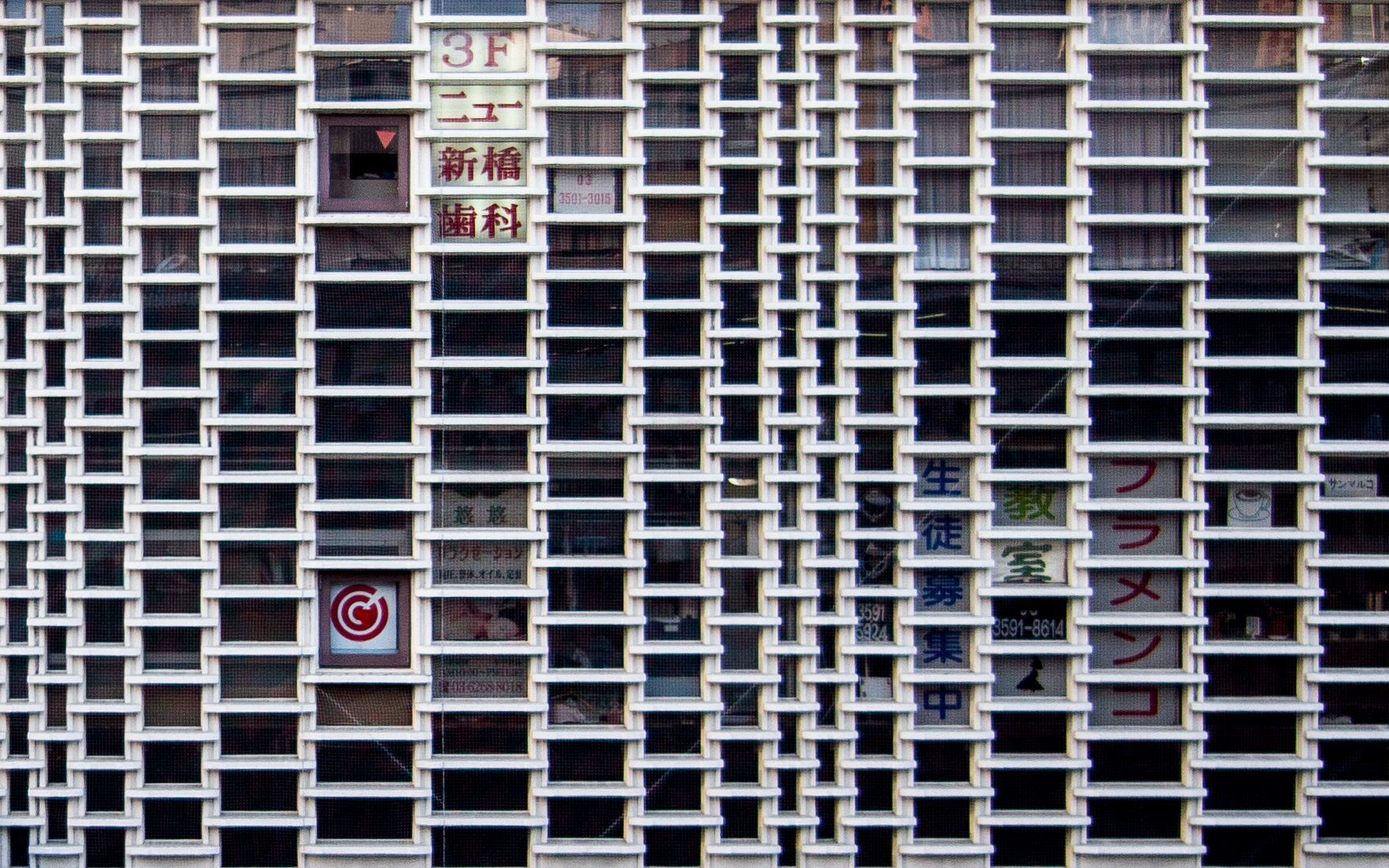
特徴的な低中層階外壁の格子

ニュー新橋ビル（ニューしんばしビル）は、東京都港区新橋の新橋駅日比谷口前にある大規模な雑居ビルである。

## 概要
低中層階の地下1階から4階までは、飲食店、商店、金券ショップ、マッサージ店などの主としてサラリーマンを対象とする店舗が入居している。また、地下2-3階は郵便局や駐車場とされており、高層階の5-9階はオフィス、10-11階は1-2DKの住宅とされている。
1日の来場者は1万人を超える。特に商業区画の雰囲気には独特なものがあり、おやじビルとの愛称がある。

## 沿革
新橋駅西口一帯は1945年（昭和20年）5月24日の第3次東京大空襲（山手大空襲）でその大半が焼失した。
大東亜戦争（太平洋戦争、第二次世界大戦）終結直後、新橋駅西口にはヤミ市が生まれた。当初は不法占拠の露店が大半を占めたが、やがて当時の港区長であった井出光治が設立した、後に当ビルの建築主となる新橋商事や、テキ屋の関東松田組により、木造平屋長屋形式の「新生マーケット」が設立された。「新生マーケット」は、この種のマーケットとしては日本最大規模のものであったが、翌1946年（昭和21年）、警察と暴力団の連合隊と華僑（幇）武装集団の抗争事件に巻き込まれ、焼失。関東松田組は解散して堅気に戻った。
1961年（昭和36年）12月、市街地改造法に基づく新橋駅西地区の都市計画及び都市計画事業が決定され、1969年（昭和44年）2月に施設建築物に着工。1971年（昭和46年）2月に竣工した。

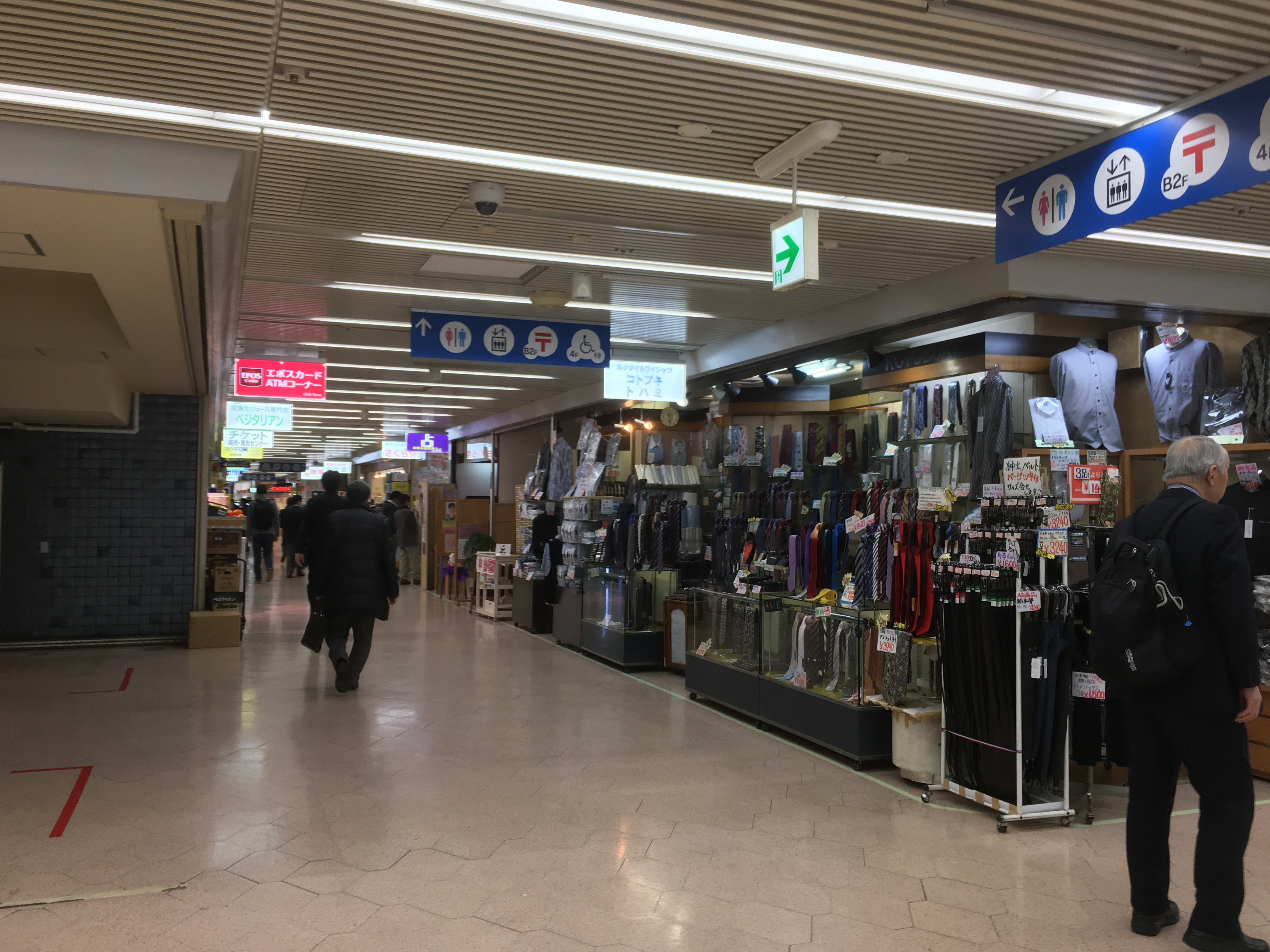
ニュー新橋ビルの中

## 再開発計画
2014年（平成26年）11月5日に、地権者による協議会が、当ビル及びSL広場を含む南北約400m、面積約3haの範囲を再開発し、30階建て前後、高さ120-130mのビルを2棟以上を建設する方針を決定したと報じられた。2016年（平成28年）3月24日にこの地区の権利者の総数の2/3以上（ニュー新橋ビル区分所有者は 4/5 以上）の加入で新橋駅西口地区市街地再開発準備組合を設立した。この再開発の事業協力者は野村不動産とNTT都市開発が担う。
再開発の一因は、ニュー新橋ビルの老朽化とされている。実際、2018年3月に東京都が公表した耐震診断の結果では、震度6強～7の地震により倒壊・崩壊の危険性が高いとされている。
この新橋駅はターミナル駅として機能してきたものの、羽田空港発のダイレクトアクセス構想が明らかとなっていて、この新橋駅が「国際交流の玄関口」として期待されている。また、新橋駅の周辺において、災害緊急輸送道路として位置付けられている国道15号線（第一京浜）と臨海部と内陸部をつなぐ環状2号線（新虎通り）が交差しており、この新橋駅が都市交通の要所となっている。
また、国や東京都のビジョンなどの上位計画で、新橋駅を含む新橋・虎ノ門エリアは「国際競争力強化、高度防災都市化、低炭素社会創造」のまちづくりの方向性が示され、さらに東京都港区が策定した『環状2号線周辺地区まちづくりガイドライン』で、この再開発区域を含む新橋駅前エリアについて、「新橋らしいまちの活力を活かし商業機能等の集積を更に高め、にぎわいあふれるエリアを形成する」ことに加え、「交通拠点としての一層の機能強化、駐車場・駐輪場等将来を見据えた都市機能の充実、避難経路の確保や避難スペースの整備等を進める」ことが位置付けられている。
その一方で、この再開発区域の課題は、柳通りの一部について、（2016年現在）戦後70年の長きにわたり、都市計画道路が指定されていることによって建築制限が続いていることや、生活設計に加え、事業継続に不安を持ち続けている。そして、歩行者や自動車が混雑する駅前広場や、防災性や耐震性、それに、不燃化に対して、不安がある建物群といったまちづくりの課題も多く抱えている。
この課題を公民協働で総合的に取り組んで、周辺の土地利用と調和した業務と商業施設の整備に加え、帰宅困難者の対策などの防災機能の整備、それに、東京メトロ銀座線との更なるアクセス向上といった、将来のエリアマネジメントも含めて、「権利者や周辺地区の皆様の発展」に寄与する「新橋・虎ノ門エリアの玄関口」にふさわしいランドマークとして、整備・実現に向けて取り組むとしている。 
当初は2023年（令和5年）頃の完成を目指していたが、2022年（令和4年）になっても閉館しておらず、具体的なスケジュールはまだ発表されていない。
この再開発の遊休地に、「新橋ぷらっとホーム」という街の賑わいづくりの拠点として野村不動産が建設した。この「新橋ぷらっとホーム」はこの再開発事業の後を見据えたエリアマネジメントと地域活性化の拠点として、この地域の情報発信やイベントを行うことになっている。この建物で使用した一部の木材を、解体した後にこの再開発事業に建てられるビルへの再利用に加え、3Rを前提にして、建設している。